# NGC 4672
NGC 4672 is een spiraalvormig sterrenstelsel in het sterrenbeeld Centaur. Het hemelobject werd op 8 juni 1834 ontdekt door de Britse astronoom John Herschel.

## Synoniemen
- ESO 322-73
- IRAS 12435-4125
- MCG -7-26-41
- PRC C-42
- AM 1243-412
- DCL 189
- PGC 43073